# Was uns hält
Was uns hält (Originaltitel: Lacci, dt.: „Schnürsenkel“, internationaler Titel: The Ties) ist ein italienischer Spielfilm von Daniele Luchetti aus dem Jahr 2020. Das Drama ist eine Verfilmung des Romans Lacci von Domenico Starnone (dt. Titel: Auf immer verbunden). Erzählt wird über drei Jahrzehnte und zwei Generationen hinweg vom bitteren Leben einer dysfunktionalen neapolitanischen Kleinfamilie.
Die Uraufführung fand am 2. September 2020 als Eröffnungsfilm der 77. Internationalen Filmfestspiele von Venedig statt, wo der Film außer Konkurrenz gezeigt wird. Der reguläre Kinostart in Italien war am 30. September 2020. In Deutschland erschien der Film am 20. Juni 2024 in den Kinos.

## Handlung
Neapel, in den frühen 1980er-Jahren: Aldo und Vanda sind verheiratet und Eltern zweier Kinder. Die Beziehung des Paares, das jung geheiratet hat, ist in Routinen erstickt. Als Aldo sich in die jüngere Lidia verliebt, scheint die Ehe mit Vanda endgültig zu zerbrechen. Vanda ist eifersüchtig, neigt zu hysterischen Anfällen und ist sich der Nebenbuhlerin durchaus bewusst, die sie eines Tages sogar offen auf der Straße angreift. Die Eheprobleme und ständigen Streitereien bleiben auch Tochter Anna und Sohn Sandro nicht verborgen. Gegen alle Erwartungen kehrt Aldo aber später zu seiner Familie zurück.
Jahrzehnte später sind Aldo und Vanda noch immer verheiratet und die Wunden der einstigen Verletzungen scheinen geheilt. Durch einen unerwarteten Zwischenfall flammt der alte Konflikt aber plötzlich wieder auf.

## Literarische Vorlage
Was uns hält ist die Verfilmung des Romans Lacci von Domenico Starnone, der 2014 im Verlag Einaudi erschien. Eine deutschsprachige Übersetzung von Christiane Burkhardt folgte vier Jahre später unter dem Titel Auf immer verbunden im DVA-Verlag. Der 133-seitige Kurzroman besteht aus drei Teilen mit mehreren Zeitebenen und Perspektivwechseln. Laut Starnone steht die Veränderung der sexuellen Beziehung zwischen Mann und Frau in den 1970er-Jahren im Vordergrund.
Besondere Aufmerksamkeit bei seinem Erscheinen in Italien erhielt das Buch durch seine Metafiktionalität. Der Autor und später seine Ehefrau Anita Raja wurden hinter dem Pseudonym der italienischen Bestsellerautorin Elena Ferrante vermutet. Die Literaturkritik sah deutliche Parallelen zu Ferrantes 2002 erschienenem Roman I giorni dell’abbandono (dt. Titel: Tage des Verlassenwerdens, 2003), der ebenfalls die Dynamik einer unglücklichen Ehe und Ehebruch schildert. Im Gegensatz zu Ferrante, die allein aus der Perspektive der betrogenen neapolitanischen Ehefrau und Mutter berichtet, blickt Starnone in Lacci aus Sicht der Ehefrau, des Ehemanns und der beiden Kinder auf die Geschehnisse. Das Buch wurde vom internationalen Feuilleton gelobt, in Deutschland wurden u. a. auch Vergleiche zu Werken von Ingmar Bergman bzw. Beppe Fenoglio gezogen. Im englischsprachigen Raum gilt Lacci als bekanntestes Werk Starnones. Zur Übersetzung unter dem Titel Ties hatte er selbst die in Italien lebende US-amerikanische Autorin Jhumpa Lahiri angeregt.

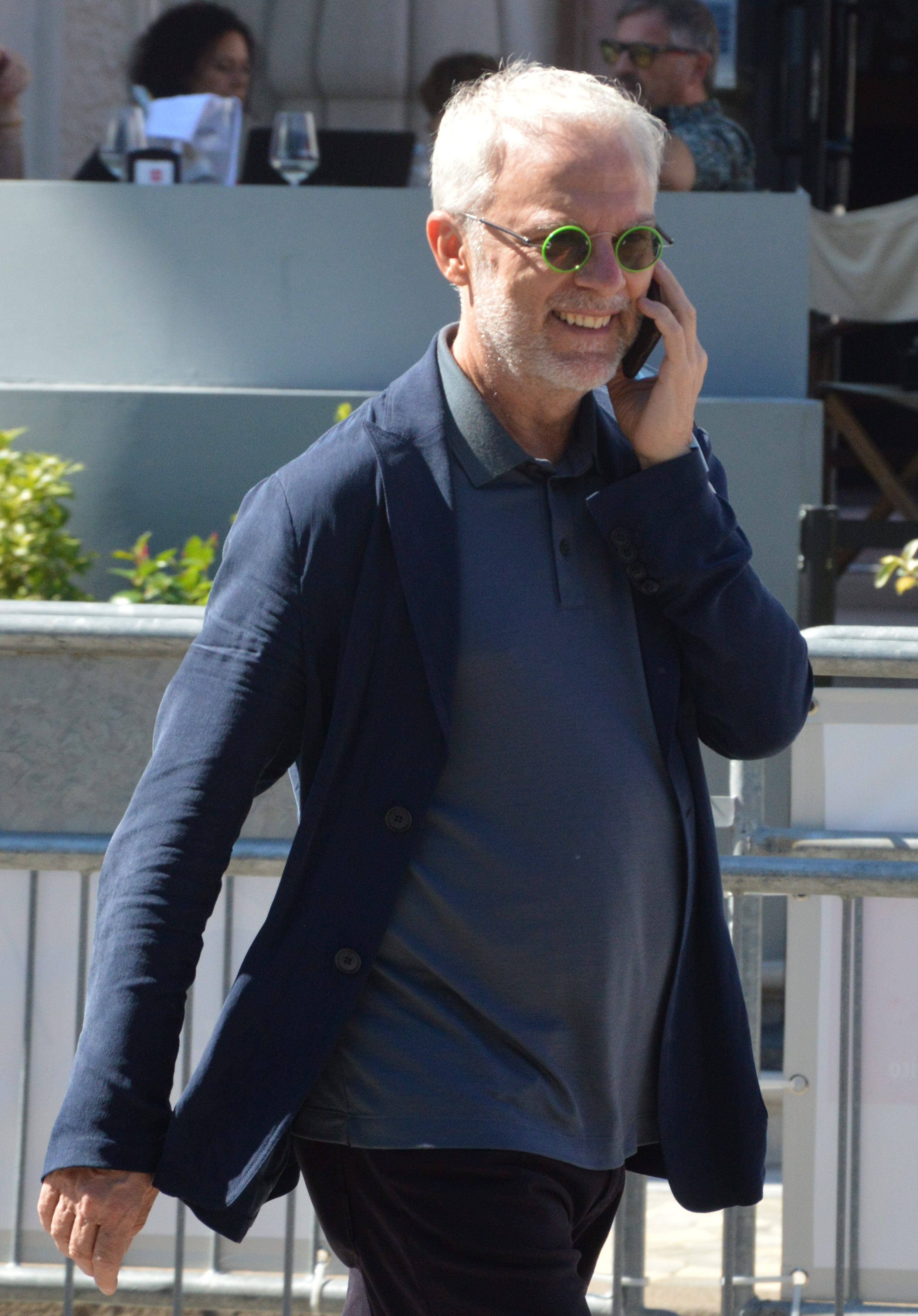
Regisseur Daniele Luchetti im September 2020 bei der Vorstellung des Films in Venedig

Regisseur Daniele Luchetti, der gemeinsam mit Starnone auch das Drehbuch für die Filmfassung schuf, fühlte sich eigenen Angaben zufolge nach dem ersten Lesen des Romans direkt angesprochen, auch wenn er sich mit den Figuren nur schwer identifizieren konnte. Sein Film handle „über die verborgenen Kräfte, die uns binden“. „Was uns hält erzählt von dem Schaden, den die Liebe anrichtet, wenn sie uns plötzlich vom Kurs abbringt und – noch schlimmer – wenn sie aufhört, uns zu begleiten“, so Luchetti.

## Veröffentlichung
Im Juli 2020 wurde Was uns hält als Eröffnungsfilm der 77. Internationalen Filmfestspiele von Venedig bekannt gegeben, konkurriert aber nicht um den Goldenen Löwen für den besten Film des Festivals. Damit ist Luchettis Regiearbeit die erste heimische Produktion seit Baarìa (2011), die Italiens wichtigstes Filmfestival eröffnete.
Ende August wurden das Filmplakat und ein erster Trailer veröffentlicht.
Der reguläre Kinostart in Italien erfolgte am 30. September 2020 im Verleih von 01 Distribution. In Deutschland war am 20. Juni 2024 Kinostart.

## Rezeption
Nach der Premiere des Films bei den Filmfestspielen von Venedig nahmen erste internationale Kritiker Was uns hält gemischt auf.
Dominik Kamalzadeh (Der Standard) fühlte sich an Vittorio De Sicas Film Hochzeit auf italienisch (1964) erinnert und sah in Hauptdarstellerin Alba Rohrwacher eine Erbin von Sophia Loren. Auch lobte er die vielen eingestreuten Zwischentöne von Regisseur Luchetti sowie das Spiel von Laura Morante und Silvio Orlando als gealterte Vanda und Aldo, auch wenn der zweite Teil ein wenig „zu konstruiert“ wirke.
Für Tim Caspar Boehme (die tageszeitung) war Was uns hält „ein leicht gedämpfter Auftakt“. Die Figuren würden „zu wenig Profil“ haben, um faszinieren zu können. Boehme zeigte Interesse an der ersten Hälfte des Films, der wirke, als wolle Luchetti seinen „Film um Stimmen herum aufbauen“. Der Regisseur verliere „aber das Interesse an dieser Idee“ im zweiten Teil.
Nicholas Barber (IndieWire) kritisierte die Geschichte als „schwach“ und bewertete Was uns hält mit der Schulnote „C-“. Er machte viele zeitliche Sprünge in der Handlung aus und nahm den Film eher als „Studie über männliche Selbstzufriedenheit wahr“. Was uns hält sei das „Porträt eines schwachen Mannes, der sich als ehrenwerter Intellektueller vorstellt, sich aber jedes Mal für die faule und feige Option entscheidet und nicht in der Lage ist, zu artikulieren, warum“, so Barber. Die Figur des Aldo sei „nicht so bemerkenswert“, wie sie von sich selbst glaube zu sein – eine bemerkenswertere Hauptfigur hätte dem Film laut Barber mehr Sinn geben können. Er kritisierte, dass man den Figuren der Kinder zu wenig Raum schenke, die tatsächlich ihre Gefühle ausdrücken würden.